# Coupe de France de rugby à XIII 1991-1992
Navigation
Édition précédente Édition suivante
La Coupe de France de rugby à XIII 1992 est organisée durant la saison 1991-1992. La compétition à élimination directe met aux prises des clubs français. L'édition est remportée par Saint-Gaudens.

## Phase finale
|  | Huitièmes de finale         | Huitièmes de finale       | Huitièmes de finale       | Huitièmes de finale       |               |               | Quarts de finale     | Quarts de finale     | Quarts de finale     | Quarts de finale     |  |  | Demi-finales         | Demi-finales         | Demi-finales         | Demi-finales         |  |  | Finale                                   | Finale                                   | Finale                                   | Finale                                   |
|  |                             |                           |                           |                           |               |               |                      |                      |                      |                      |  |  |                      |                      |                      |                      |  |  |                                          |                                          |                                          |                                          |
|  | 9 février 1992 à Toulouse   | 9 février 1992 à Toulouse | 9 février 1992 à Toulouse | 9 février 1992 à Toulouse |               |               | 12 avril 1992 à Albi | 12 avril 1992 à Albi | 12 avril 1992 à Albi | 12 avril 1992 à Albi |  |  | Les ? et 10 mai 1992 | Les ? et 10 mai 1992 | Les ? et 10 mai 1992 | Les ? et 10 mai 1992 |  |  | Parc des sports et de l'amitié, Narbonne | Parc des sports et de l'amitié, Narbonne | Parc des sports et de l'amitié, Narbonne | Parc des sports et de l'amitié, Narbonne |
|  | Saint-Gaudens               | Saint-Gaudens             | 17                        | 17                        |               |               | 12 avril 1992 à Albi | 12 avril 1992 à Albi | 12 avril 1992 à Albi | 12 avril 1992 à Albi |  |  | Les ? et 10 mai 1992 | Les ? et 10 mai 1992 | Les ? et 10 mai 1992 | Les ? et 10 mai 1992 |  |  | Parc des sports et de l'amitié, Narbonne | Parc des sports et de l'amitié, Narbonne | Parc des sports et de l'amitié, Narbonne | Parc des sports et de l'amitié, Narbonne |
|  | Saint-Gaudens               | Saint-Gaudens             | 17                        | 17                        |               |               | 12 avril 1992 à Albi | 12 avril 1992 à Albi | 12 avril 1992 à Albi | 12 avril 1992 à Albi |  |  | Les ? et 10 mai 1992 | Les ? et 10 mai 1992 | Les ? et 10 mai 1992 | Les ? et 10 mai 1992 |  |  | Parc des sports et de l'amitié, Narbonne | Parc des sports et de l'amitié, Narbonne | Parc des sports et de l'amitié, Narbonne | Parc des sports et de l'amitié, Narbonne |
|  | Carcassonne                 | Carcassonne               | 6                         | 6                         |               |               | 12 avril 1992 à Albi | 12 avril 1992 à Albi | 12 avril 1992 à Albi | 12 avril 1992 à Albi |  |  | Les ? et 10 mai 1992 | Les ? et 10 mai 1992 | Les ? et 10 mai 1992 | Les ? et 10 mai 1992 |  |  | Parc des sports et de l'amitié, Narbonne | Parc des sports et de l'amitié, Narbonne | Parc des sports et de l'amitié, Narbonne | Parc des sports et de l'amitié, Narbonne |
|  | Carcassonne                 | Carcassonne               | 6                         | 6                         | Saint-Gaudens | Saint-Gaudens | 74                   | 74                   |                      |                      |  |  | Les ? et 10 mai 1992 | Les ? et 10 mai 1992 | Les ? et 10 mai 1992 | Les ? et 10 mai 1992 |  |  | Parc des sports et de l'amitié, Narbonne | Parc des sports et de l'amitié, Narbonne | Parc des sports et de l'amitié, Narbonne | Parc des sports et de l'amitié, Narbonne |
|  | 9 février 1992 à Aussillon  |                           |                           |                           | Saint-Gaudens | Saint-Gaudens | 74                   | 74                   |                      |                      |  |  | Les ? et 10 mai 1992 | Les ? et 10 mai 1992 | Les ? et 10 mai 1992 | Les ? et 10 mai 1992 |  |  | Parc des sports et de l'amitié, Narbonne | Parc des sports et de l'amitié, Narbonne | Parc des sports et de l'amitié, Narbonne | Parc des sports et de l'amitié, Narbonne |
|  |                             |                           | Le Barcarès               | Le Barcarès               | 0             | 0             |                      |                      |                      |                      |  |  | Les ? et 10 mai 1992 | Les ? et 10 mai 1992 | Les ? et 10 mai 1992 | Les ? et 10 mai 1992 |  |  | Parc des sports et de l'amitié, Narbonne | Parc des sports et de l'amitié, Narbonne | Parc des sports et de l'amitié, Narbonne | Parc des sports et de l'amitié, Narbonne |
|  | Le Barcarès                 | Le Barcarès               | Le Barcarès               | Le Barcarès               | 0             | 0             | 40                   | 40                   |                      |                      |  |  | Les ? et 10 mai 1992 | Les ? et 10 mai 1992 | Les ? et 10 mai 1992 | Les ? et 10 mai 1992 |  |  | Parc des sports et de l'amitié, Narbonne | Parc des sports et de l'amitié, Narbonne | Parc des sports et de l'amitié, Narbonne | Parc des sports et de l'amitié, Narbonne |
|  | Le Barcarès                 | Le Barcarès               | 12 avril 1992 à Pia       |                           |               |               | 40                   | 40                   |                      |                      |  |  | Les ? et 10 mai 1992 | Les ? et 10 mai 1992 | Les ? et 10 mai 1992 | Les ? et 10 mai 1992 |  |  | Parc des sports et de l'amitié, Narbonne | Parc des sports et de l'amitié, Narbonne | Parc des sports et de l'amitié, Narbonne | Parc des sports et de l'amitié, Narbonne |
|  | Toulouse Jules-Julien       | Toulouse Jules-Julien     | 16                        | 16                        |               |               |                      |                      |                      |                      |  |  | Les ? et 10 mai 1992 | Les ? et 10 mai 1992 | Les ? et 10 mai 1992 | Les ? et 10 mai 1992 |  |  | Parc des sports et de l'amitié, Narbonne | Parc des sports et de l'amitié, Narbonne | Parc des sports et de l'amitié, Narbonne | Parc des sports et de l'amitié, Narbonne |
|  | Toulouse Jules-Julien       | Toulouse Jules-Julien     | 16                        | 16                        | Saint-Gaudens | Saint-Gaudens | 52                   | 38                   |                      |                      |  |  |                      |                      |                      |                      |  |  | Parc des sports et de l'amitié, Narbonne | Parc des sports et de l'amitié, Narbonne | Parc des sports et de l'amitié, Narbonne | Parc des sports et de l'amitié, Narbonne |
|  | 9 février 1992 à Carpentras |                           |                           |                           | Saint-Gaudens | Saint-Gaudens | 52                   | 38                   |                      |                      |  |  |                      |                      |                      |                      |  |  | Parc des sports et de l'amitié, Narbonne | Parc des sports et de l'amitié, Narbonne | Parc des sports et de l'amitié, Narbonne | Parc des sports et de l'amitié, Narbonne |
|  |                             |                           | Cannes                    | Cannes                    | 10            | 14            |                      |                      |                      |                      |  |  |                      |                      |                      |                      |  |  | Parc des sports et de l'amitié, Narbonne | Parc des sports et de l'amitié, Narbonne | Parc des sports et de l'amitié, Narbonne | Parc des sports et de l'amitié, Narbonne |
|  | Cannes                      | Cannes                    | Cannes                    | Cannes                    | 10            | 14            | -                    | -                    |                      |                      |  |  |                      |                      |                      |                      |  |  | Parc des sports et de l'amitié, Narbonne | Parc des sports et de l'amitié, Narbonne | Parc des sports et de l'amitié, Narbonne | Parc des sports et de l'amitié, Narbonne |
|  | Cannes                      | Cannes                    | Les ? et 10 mai 1992      |                           |               |               | -                    | -                    |                      |                      |  |  |                      |                      |                      |                      |  |  | Parc des sports et de l'amitié, Narbonne | Parc des sports et de l'amitié, Narbonne | Parc des sports et de l'amitié, Narbonne | Parc des sports et de l'amitié, Narbonne |
|  | Entraigues                  | Entraigues                | -                         | -                         |               |               |                      |                      |                      |                      |  |  |                      |                      |                      |                      |  |  | Parc des sports et de l'amitié, Narbonne | Parc des sports et de l'amitié, Narbonne | Parc des sports et de l'amitié, Narbonne | Parc des sports et de l'amitié, Narbonne |
|  | Entraigues                  | Entraigues                | -                         | -                         | Cannes        | Cannes        | 22                   | 22                   |                      |                      |  |  |                      |                      |                      |                      |  |  | Parc des sports et de l'amitié, Narbonne | Parc des sports et de l'amitié, Narbonne | Parc des sports et de l'amitié, Narbonne | Parc des sports et de l'amitié, Narbonne |
|  | 9 février 1992 à Aussillon  |                           |                           |                           | Cannes        | Cannes        | 22                   | 22                   |                      |                      |  |  |                      |                      |                      |                      |  |  | Parc des sports et de l'amitié, Narbonne | Parc des sports et de l'amitié, Narbonne | Parc des sports et de l'amitié, Narbonne | Parc des sports et de l'amitié, Narbonne |
|  |                             |                           | Lézignan                  | Lézignan                  | 16            | 16            |                      |                      |                      |                      |  |  |                      |                      |                      |                      |  |  | Parc des sports et de l'amitié, Narbonne | Parc des sports et de l'amitié, Narbonne | Parc des sports et de l'amitié, Narbonne | Parc des sports et de l'amitié, Narbonne |
|  | Lézignan                    | Lézignan                  | Lézignan                  | Lézignan                  | 16            | 16            | 24                   | 24                   |                      |                      |  |  |                      |                      |                      |                      |  |  | Parc des sports et de l'amitié, Narbonne | Parc des sports et de l'amitié, Narbonne | Parc des sports et de l'amitié, Narbonne | Parc des sports et de l'amitié, Narbonne |
|  | Lézignan                    | Lézignan                  | 12 avril 1992 à Lézignan  |                           |               |               | 24                   | 24                   |                      |                      |  |  |                      |                      |                      |                      |  |  | Parc des sports et de l'amitié, Narbonne | Parc des sports et de l'amitié, Narbonne | Parc des sports et de l'amitié, Narbonne | Parc des sports et de l'amitié, Narbonne |
|  | Lescure                     | Lescure                   | 4                         | 4                         |               |               |                      |                      |                      |                      |  |  |                      |                      |                      |                      |  |  | Parc des sports et de l'amitié, Narbonne | Parc des sports et de l'amitié, Narbonne | Parc des sports et de l'amitié, Narbonne | Parc des sports et de l'amitié, Narbonne |
|  | Lescure                     | Lescure                   | 4                         | 4                         | Saint-Gaudens | Saint-Gaudens | 22                   | 22                   |                      |                      |  |  |                      |                      |                      |                      |  |  |                                          |                                          |                                          |                                          |
|  | 9 février 1992 à Toulouse   |                           |                           |                           | Saint-Gaudens | Saint-Gaudens | 22                   | 22                   |                      |                      |  |  |                      |                      |                      |                      |  |  |                                          |                                          |                                          |                                          |
|  |                             |                           | Carpentras                | Carpentras                | 10            | 10            |                      |                      |                      |                      |  |  |                      |                      |                      |                      |  |  |                                          |                                          |                                          |                                          |
|  | Carpentras                  | Carpentras                | Carpentras                | Carpentras                | 10            | 10            | 48                   | 48                   |                      |                      |  |  |                      |                      |                      |                      |  |  |                                          |                                          |                                          |                                          |
|  | Carpentras                  | Carpentras                |                           |                           |               |               |                      | 48                   |                      |                      |  |  |                      |                      |                      |                      |  |  |                                          |                                          |                                          |                                          |
|  | Sainte-Livrade              | Sainte-Livrade            | 12                        | 12                        |               |               |                      |                      |                      |                      |  |  |                      |                      |                      |                      |  |  |                                          |                                          |                                          |                                          |
|  | Sainte-Livrade              | Sainte-Livrade            | 12                        | 12                        | Carpentras    | Carpentras    | 22                   | 22                   |                      |                      |  |  |                      |                      |                      |                      |  |  |                                          |                                          |                                          |                                          |
|  | 9 février 1992 à Limoux     |                           |                           |                           | Carpentras    | Carpentras    | 22                   | 22                   |                      |                      |  |  |                      |                      |                      |                      |  |  |                                          |                                          |                                          |                                          |
|  |                             |                           | XIII Catalan              | XIII Catalan              | 18            | 18            |                      |                      |                      |                      |  |  |                      |                      |                      |                      |  |  |                                          |                                          |                                          |                                          |
|  | XIII Catalan                | XIII Catalan              | XIII Catalan              | XIII Catalan              | 18            | 18            | 44                   | 44                   |                      |                      |  |  |                      |                      |                      |                      |  |  |                                          |                                          |                                          |                                          |
|  | XIII Catalan                | XIII Catalan              | 12 avril 1992 à Avignon   |                           |               |               | 44                   | 44                   |                      |                      |  |  |                      |                      |                      |                      |  |  |                                          |                                          |                                          |                                          |
|  | Villefranche                | Villefranche              | 18                        | 18                        |               |               |                      |                      |                      |                      |  |  |                      |                      |                      |                      |  |  |                                          |                                          |                                          |                                          |
|  | Villefranche                | Villefranche              | 18                        | 18                        | Carpentras    | Carpentras    | 28                   | 17                   |                      |                      |  |  |                      |                      |                      |                      |  |  |                                          |                                          |                                          |                                          |
|  | 9 février 1992 à Perpignan  |                           |                           |                           | Carpentras    | Carpentras    | 28                   | 17                   |                      |                      |  |  |                      |                      |                      |                      |  |  |                                          |                                          |                                          |                                          |
|  |                             |                           | Saint-Estève              | Saint-Estève              | 10            | 14            |                      |                      |                      |                      |  |  |                      |                      |                      |                      |  |  |                                          |                                          |                                          |                                          |
|  | Saint-Estève                | Saint-Estève              | Saint-Estève              | Saint-Estève              | 10            | 14            | 20                   | 20                   |                      |                      |  |  |                      |                      |                      |                      |  |  |                                          |                                          |                                          |                                          |
|  | Saint-Estève                | Saint-Estève              |                           |                           |               |               |                      | 20                   |                      |                      |  |  |                      |                      |                      |                      |  |  |                                          |                                          |                                          |                                          |
|  | Saint-Hyppolite             | Saint-Hyppolite           | 5                         | 5                         |               |               |                      |                      |                      |                      |  |  |                      |                      |                      |                      |  |  |                                          |                                          |                                          |                                          |
|  | Saint-Hyppolite             | Saint-Hyppolite           | 5                         | 5                         | Saint-Estève  | Saint-Estève  | 36                   | 36                   |                      |                      |  |  |                      |                      |                      |                      |  |  |                                          |                                          |                                          |                                          |
|  | 9 février 1992 à Perpignan  |                           |                           |                           | Saint-Estève  | Saint-Estève  | 36                   | 36                   |                      |                      |  |  |                      |                      |                      |                      |  |  |                                          |                                          |                                          |                                          |
|  |                             |                           | Lyon-Villeurbanne         | Lyon-Villeurbanne         | 12            | 12            |                      |                      |                      |                      |  |  |                      |                      |                      |                      |  |  |                                          |                                          |                                          |                                          |
|  | Lyon-Villeurbanne           | Lyon-Villeurbanne         | Lyon-Villeurbanne         | Lyon-Villeurbanne         | 12            | 12            | 34                   | 34                   |                      |                      |  |  |                      |                      |                      |                      |  |  |                                          |                                          |                                          |                                          |
|  | Lyon-Villeurbanne           | Lyon-Villeurbanne         |                           |                           |               |               |                      | 34                   |                      |                      |  |  |                      |                      |                      |                      |  |  |                                          |                                          |                                          |                                          |
|  | Albi                        | Albi                      | 18                        | 18                        |               |               |                      |                      |                      |                      |  |  |                      |                      |                      |                      |  |  |                                          |                                          |                                          |                                          |
|  | Albi                        | Albi                      | 18                        | 18                        |               |               |                      |                      |                      |                      |  |  |                      |                      |                      |                      |  |  |                                          |                                          |                                          |                                          |
|  |                             |                           |                           |                           |               |               |                      |                      |                      |                      |  |  |                      |                      |                      |                      |  |  |                                          |                                          |                                          |                                          |

## Finale
(mt : 12 - 4)
Points marqués :
- Saint-Gaudens : 4 essais de Sirvent (21e, 33e et 61e) et Alésina (76e) ; 2 transformations de Millet (33e et 76e) ; 1 pénalité de Millet (1re).
- Carpentras : 2 essais de Couston (36e) et McTeigue (72e) ; 1 transformations de Maguirre (72e).

Évolution du score : 2-0, 6-0, 12-0, 12-4 (mi-temps), 16-4, 16-10, 22-10.
Arbitre : M. Millet (Aquitaine)
Spectateurs : 7 000
Composition des équipes :
- Saint-Gaudens : Christophe Martinez - Claude Sirvent, Adolphe Alésina, Patrick Cowell, Stéphane Millet - Gilles Dumas (o), Robert Vizcay (m) - Patrick Bojarzuck, Jean-Marc Vincent, Théo Anast, Yves Storer, Richard Clarke, Gérard Boyals- Cédric Loubet, Alexandre Couttet, Jean-Yvon Masse, Cyril Pons - Entraîneur : Pierre Surre
- Carpentras : Bonnardel - Rodriguez, David Toulemonde, Gary McTeigue, Didier Couston - John Maguire (o), Christian Scicchitano (m) (c) - Serge Titeux, Nordine Tamghart, Greg Sheridan, Joël Roux, Thierry Blachère, Franck Romano - Jamel Louazani, Didier Comtat, Patrick Rocci - Entraîneur : Didier Ouali